# Evi Liivak
Evi Liivak (* 7. Mai 1924 in Viljandi; † 1. November 1996 in New York City) war eine US-amerikanische Violinistin estnischer Herkunft.

## Leben
Liivak wurde als Tochter des musikbegeisterten Anwalts Henn Liivak und dessen Frau Johanna geboren. Sie erhielt früh Violinunterricht und lernte am Konservatorium Tallinn. Mit elf Jahren spielte sie mit dem Sinfonieorchester in Helsinki Mendelssohns Violinkonzert. Im darauffolgenden Lebensjahr trat sie mit dem Estnischen Rundfunksymphonieorchester in Tallinn mit Tschaikowskis Violinkonzert auf. 1937 gehörte sie der estnischen Delegation beim Concours Musical Reine Elisabeth in Brüssel an.
Nach ihrem Abschluss 1939 erhielt sie vom estnischen Diktator Konstantin Päts eine Maggini-Geige und ein staatliches Stipendium für ein Violinstudium bei Ede Zathureczky an der Franz-Liszt-Musikakademie in Budapest. In der Zwischenzeit wurde ihr Heimatland zunächst von der Sowjetunion annektiert und nach dem deutschen Überfall auf die Sowjetunion 1941 erneut besetzt. Ihr Vater wurde von der Gestapo umgebracht und sie kehrte im zweiten Studienjahr zurück nach Estland. In Berlin, wo sie eigentlich Papiere für die Fortsetzung ihres Studiums in Ungarn erhalten wollte, blieb sie stecken und schrieb sich an der Hochschule für Musik ein. Sie besuchte für mehrere Monate die Violinklasse von Max Strub.
Nach den Luftangriffen der Alliierten auf Berlin 1944 verschlug es sie nach Marienwerder bei Berlin bzw. ins niederschlesische Bad Landeck, wo Max Strub sie weiter unterrichten konnte. Vor der heranrückenden Roten Armee floh sie ins fränkische Fürth. In den nächsten drei Jahren trat sie als Solistin mit den Münchner Philharmonikern,  dem Frankfurter Museumsorchester und dem Rundfunk-Symphonie-Orchester sowie mit den Sinfonieorchestern verschiedener größerer Städte auf. Sie spielte u. a. unter den Dirigenten Rolf Agop und Hans Rosbaud.
Ab 1948 studierte sie bei Jules Boucherit in Paris und trat u. a. in Schweden, den Niederlanden, in Italien und Frankreich auf. 1952 zog sie mit ihrem Mann, dem US-amerikanischen Konzertpianisten Richard Anschuetz, der in der Nachkriegszeit als Übersetzer bei den Nürnberger Prozessen tätig war, nach New York City. Gemeinsam mit dem Pianisten Artur Balsam gab sie 1954 ihr erstes großes Konzert in der Town Hall in Manhattan. Sie spielte u. a. Jean Riviers Violinkonzert. In den USA wurde eine Guadagnini-Geige ihr neues Instrument. Von 1962 bis zu ihrem Tod 1996 spielte sie auf der Stradivari „Lipinski“ aus dem Jahr 1715.
Es folgten Auslandskonzerte in Griechenland, Spanien, Portugal und Italien. Für estnische Exilanten trat sie in Kanada auf. Sie nahm Komponisten ihres Heimatlandes in ihr Repertoire auf wie Eduard Tubin, Artur Lemba und Heino Eller. Außerdem arbeitete sie mit dem Dirigenten und Pianisten Olav Roots, der längere Zeit Musikdirektor des Columbia Symphony Orchestra war.
Liivak wurde nach ihrem Tod 1996 auf dem Concordia Cemetery in St. Louis, Missouri beigesetzt.
1998 erschien ihr zu Ehren der Dokumentarfilm Armastuse Poeem von Airi Kasera.